# Dijken
Dijken (en frison : Diken) est un village de la commune néerlandaise de De Fryske Marren, situé dans la province de Frise.

## Géographie

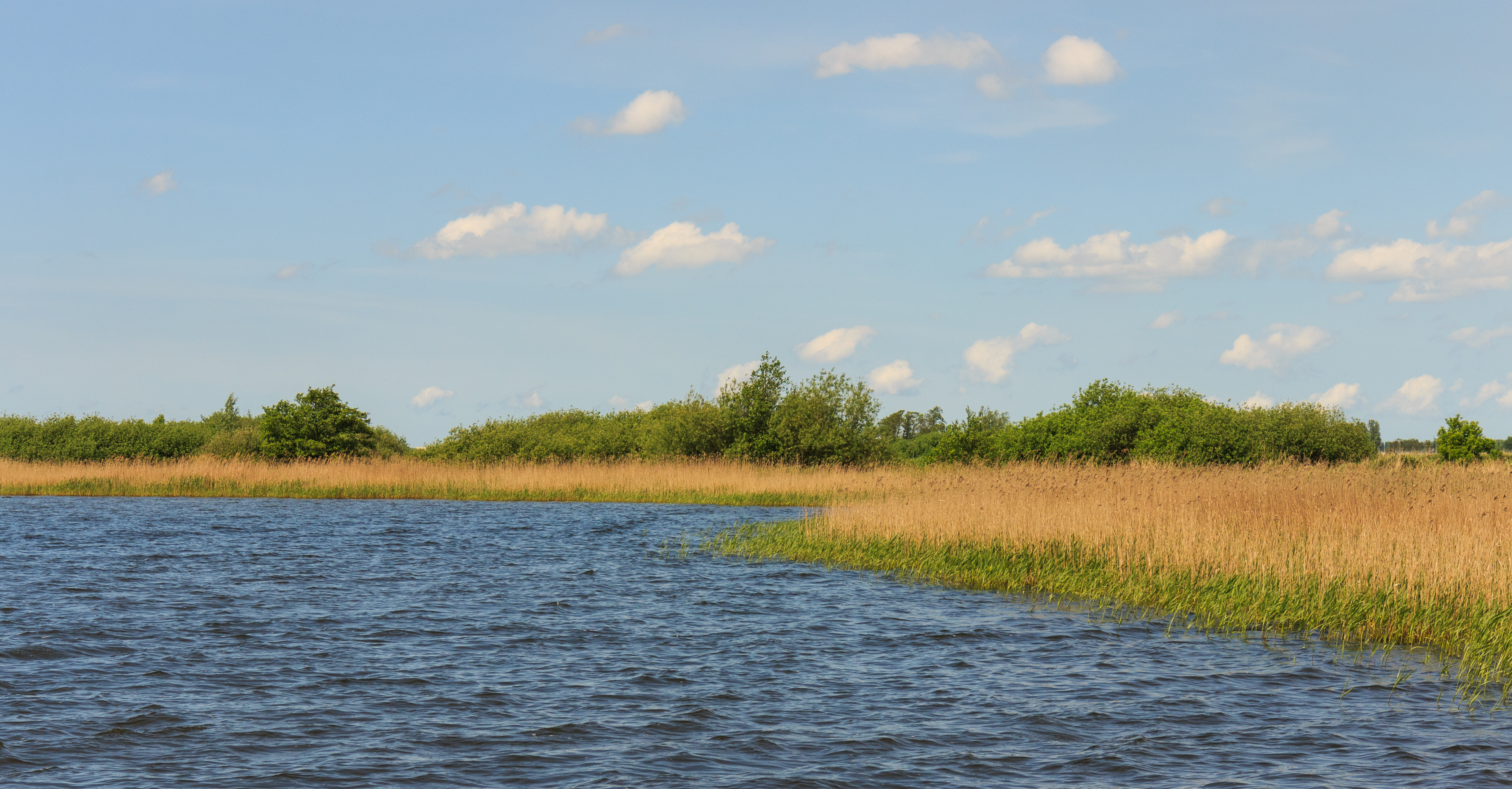
Le lac Kûfurd.

Le village est situé dans le sud de la Frise, à l'ouest de Joure, près de Langweer. Il est baigné par la rive du lac Kûfurd.

## Histoire
Dijken est un village de la commune de Doniawerstal avant 1984, puis de Skarsterlân avant le 1er janvier 2014, où elle est supprimée et fusionnée avec Gaasterlân-Sleat et Lemsterland pour former la nouvelle commune de De Friese Meren, devenue De Fryske Marren en 2015.

## Démographie
Le 1er janvier 2018, le village comptait 60 habitants.